# Thomas Jefferson-emlékmű

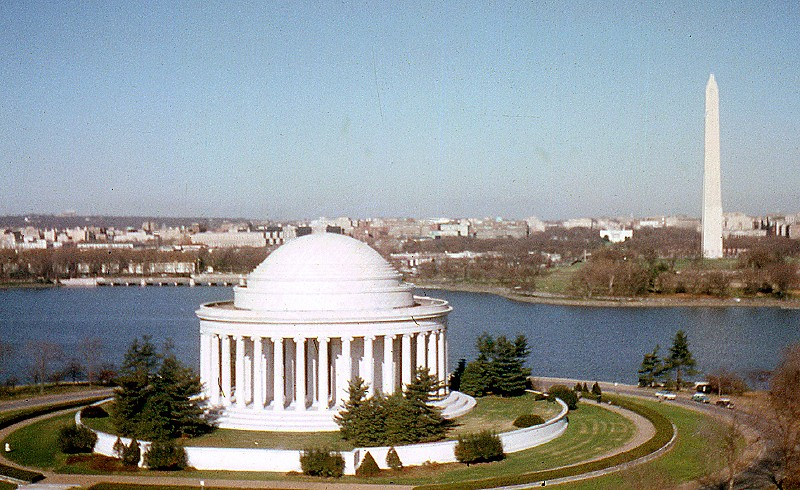
A Jefferson-emlékmű 1960 körül, a háttérben a Washington-emlékmű obeliszkje.

A Thomas Jefferson-emlékmű (angolul: Thomas Jefferson Memorial) emlékmű az Amerikai Egyesült Államok fővárosában, Washingtonban, a Fehér Ház és az amerikai törvényhozásnak helyet adó Capitolium közelében. Thomas Jefferson elnök, az Alapító atyák egyike tiszteletére emelték az 1940-es években.
A neoklasszikus épületet John Russell Pope tervezte, aki nem érhette meg az építkezés elindulását. Az emlékművet a philadelphiai vállalkozó John McShain építette. Az építkezés 1939-ben kezdődött a város egyik utolsó még üres jelentős építési területén. Az épület 1942-ben készült el és 1947-ben helyezték el Jefferson bronzszobrát.
A nyitott épület körkörös márványlépcsőkkel épült, ión stílusú köroszlopcsarnokkal és alacsony kupolával. Pope műve utalás a római Pantheonra, illetve az ugyancsak eredetileg építész Jefferson egyik tervére, a Virginiai Egyetem Rotundájára.
Az épület a Nyugat-Potomac Parkban áll, a félig mesterséges Tidal-medence partján. Az emlékmű és a tőle északra elhelyezkedő Fehér Ház a nagy National Mall park fő eligazodási pontjai közé tartoznak. Az épületet a National Mall más emlékműveihez hasonlóan a Nemzeti Park Szolgálat (National Park Service) kezeli. 2007-ben az Építészek Amerikai Intézete (American Institute of Architects, AIA) listáján a kedvelt amerikai épületekről a negyedik helyen szerepelt.

## Galéria

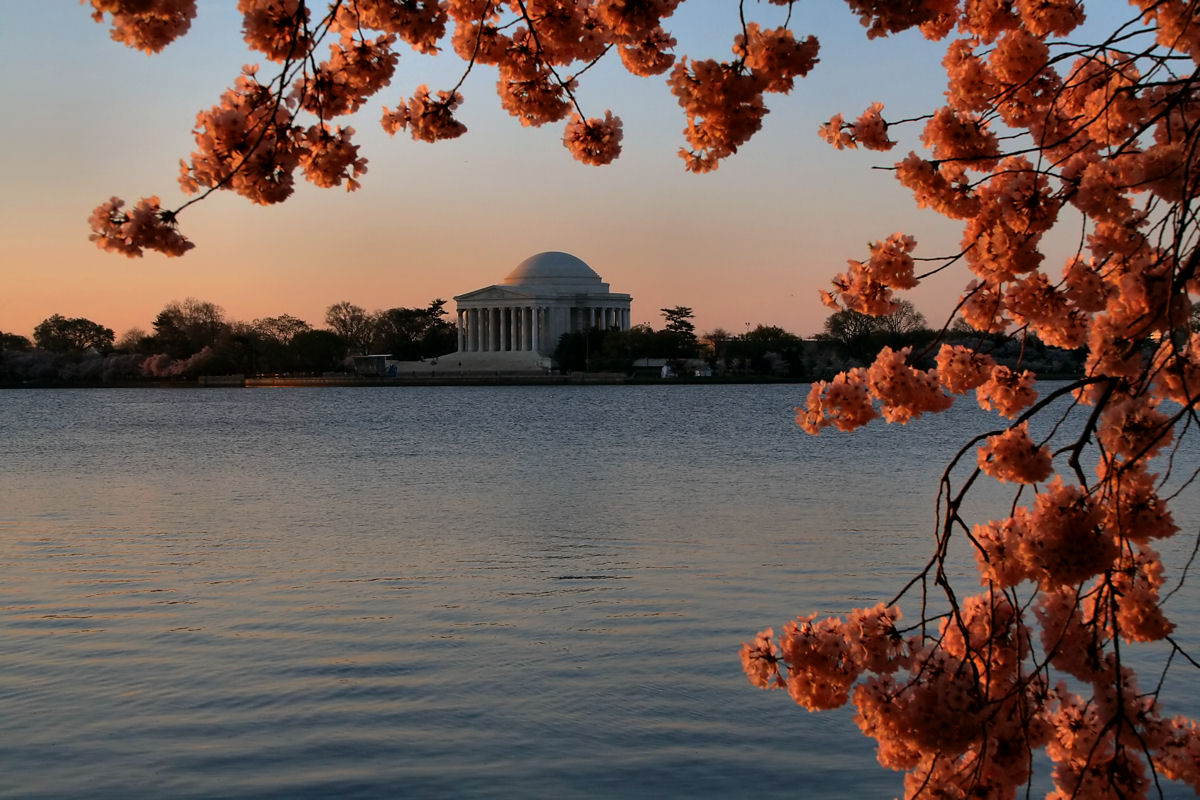
A Jefferson-emlékmű és a cseresznyevirágzás hajnalban
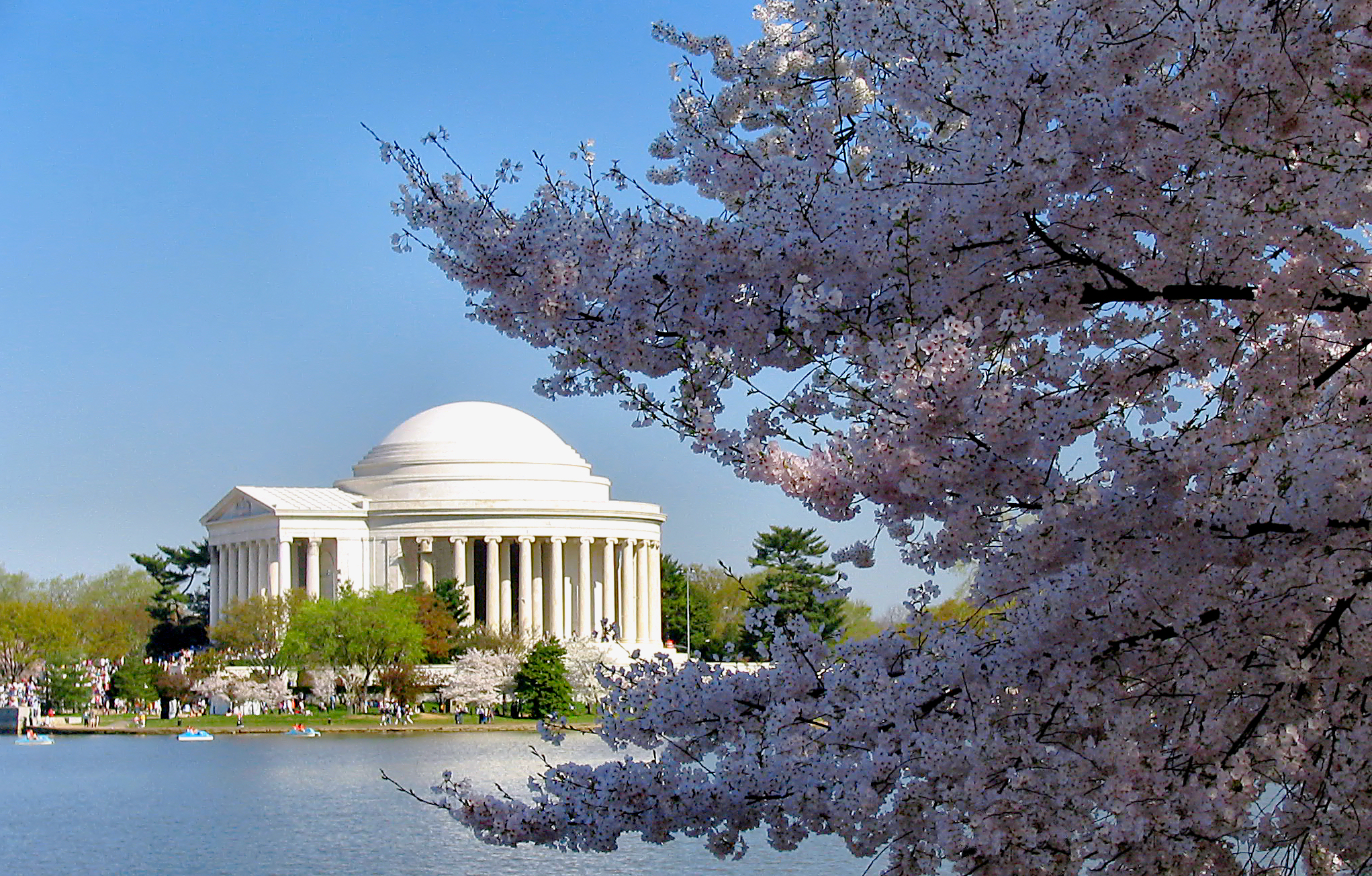
Cseresznyevirágok szegélyezik az emlekművet
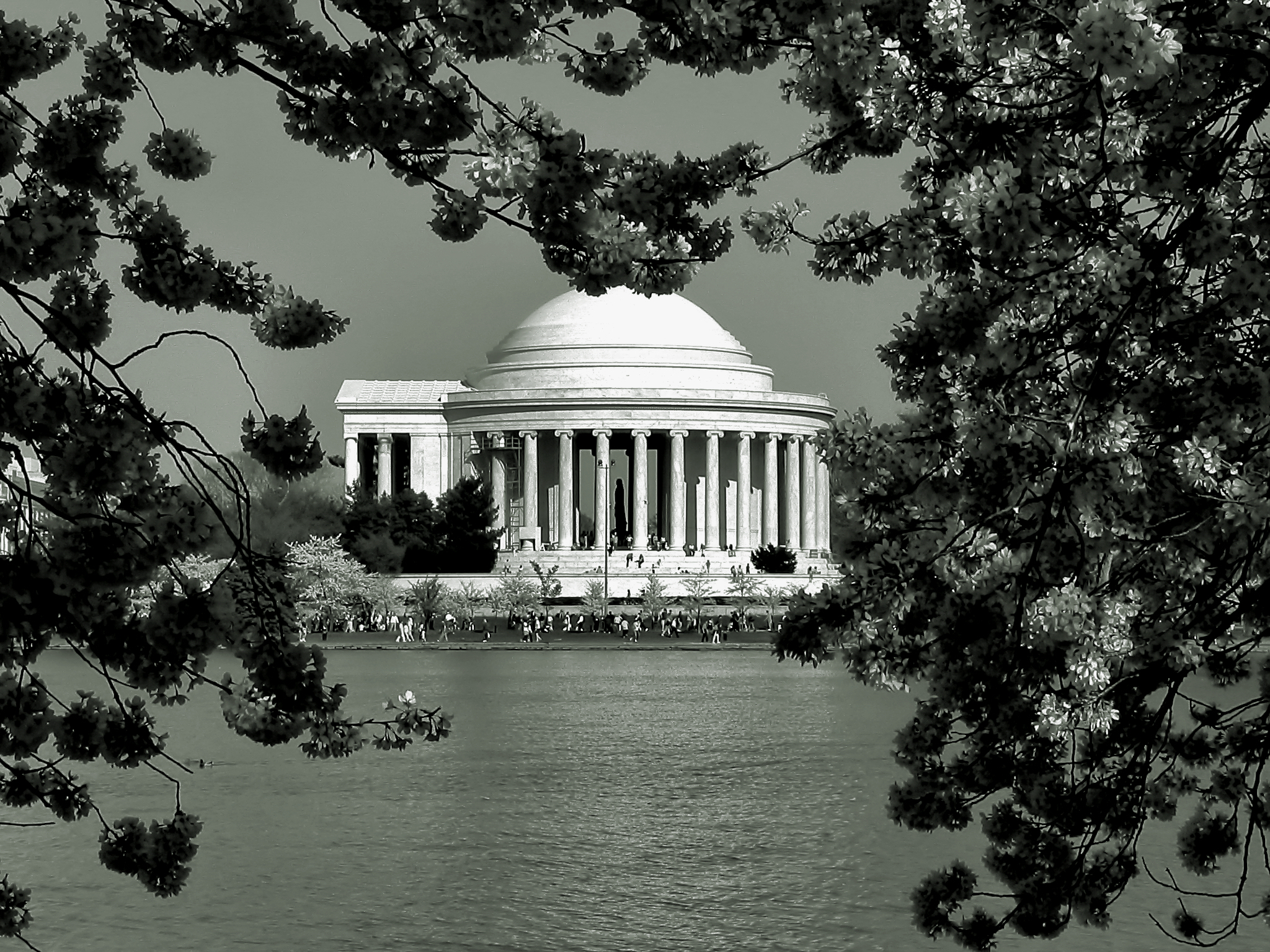
Az emlékmű és cseresznyevirágok fekete-fehérben
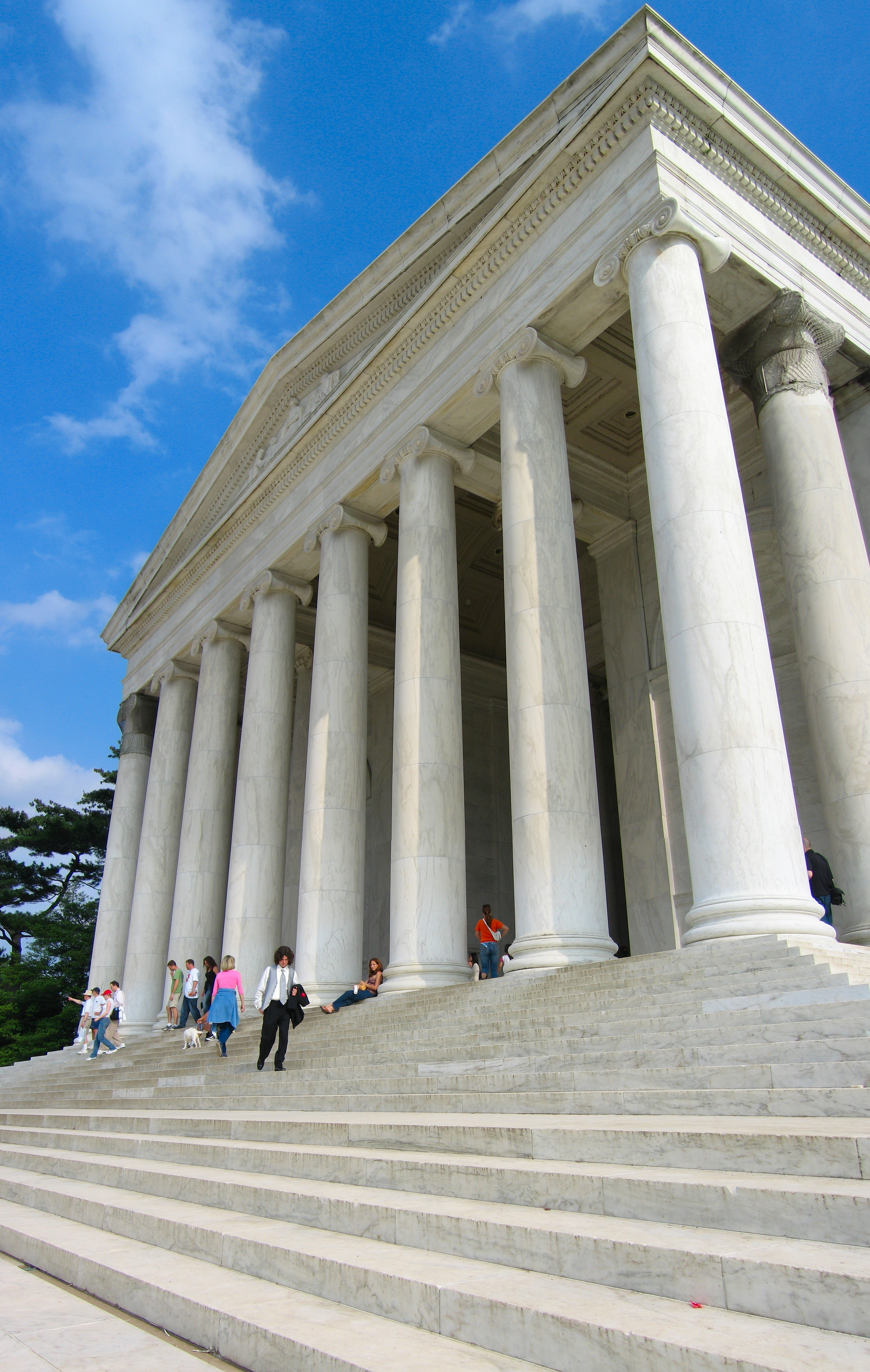
Az emlékmű első lépcsői
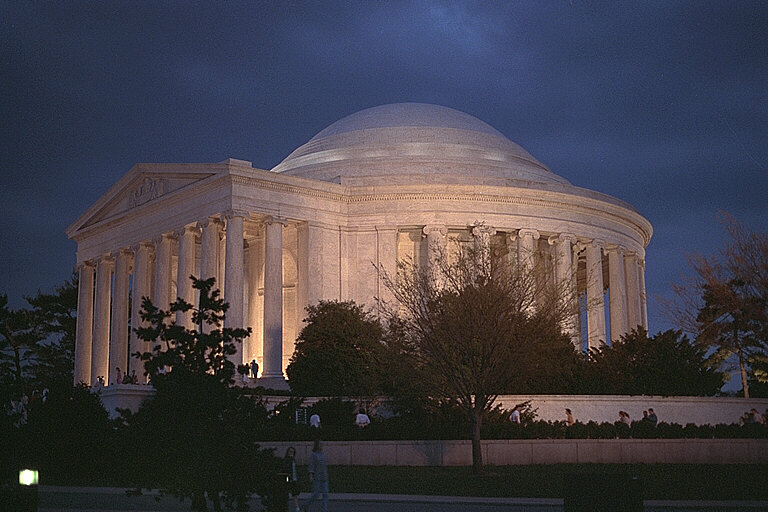
Az emlékmű szürkületkor
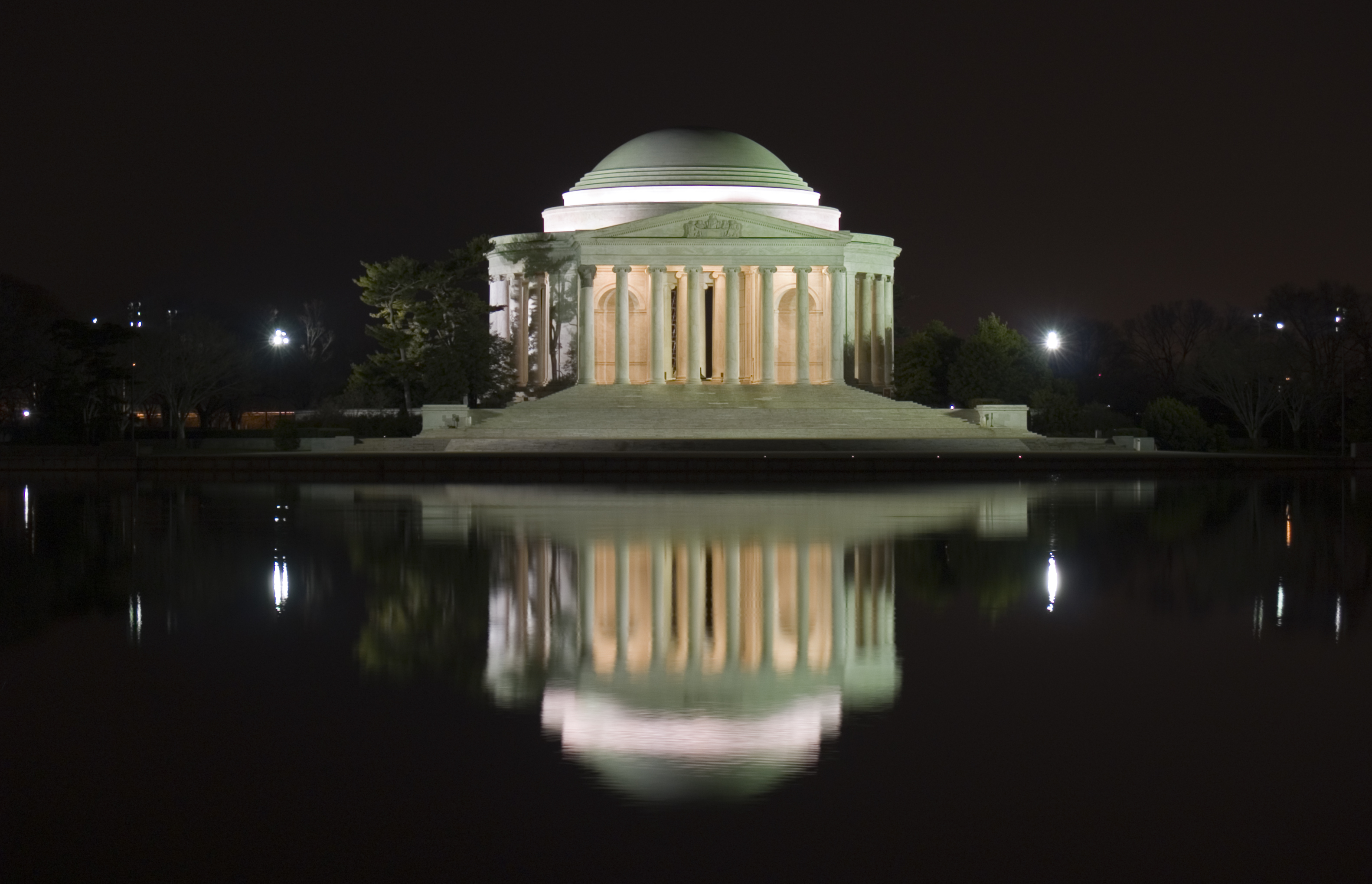
Az emlékmű éjszaka, ahogy visszatűkröződik a Tidal-medencében.

## Fordítás
Ez a szócikk részben vagy egészben  a   Jefferson Memorial című angol Wikipédia-szócikk ezen változatának fordításán alapul.  Az eredeti cikk szerkesztőit annak laptörténete sorolja fel. Ez a jelzés csupán a megfogalmazás eredetét és a szerzői jogokat jelzi, nem szolgál a cikkben szereplő információk forrásmegjelöléseként.

## Külső hivatkozások
- Official NPS website: Thomas Jefferson Memorial
- "Nothing is more certainly written in the book of fate..." in its original context